# Otus insularis
El autillo de Seychelles o autillo descalzo (Otus insularis) es una especie de ave estrigiforme de la familia Strigidae endémica de la isla de Mahé en Seychelles. Se encuentra críticamente amenazado de extinción.

## Descripción
Alcanza entre 19 y 22 cm de longitud de y una envergadura de 17 cm. Su plumaje es de color marrón rojizo y presenta rayas negras. Las partes inferiores y el disco facial son rojizos. Las patas son largas de color gris y sin plumas. Los ojos son grandes y de color amarillo dorado. Los mechones en las orejas son pequeños. Su llamada suena como un áspero  whaugh con varios tok tok que se pueden escuchar desde una distancia lejana, en especial en la oscuridad. Su dieta se compone de lagartijas, ranas de árbol e insectos.